# Le Bois-Hellain
Le Bois-Hellain is een gemeente in het Franse departement Eure (regio Normandië) en telt 202 inwoners (2004). De plaats maakt deel uit van het arrondissement Bernay.

## Geografie
De oppervlakte van Le Bois-Hellain bedraagt 3,2 km², de bevolkingsdichtheid is 63,1 inwoners per km².
De onderstaande kaart toont de ligging van Le Bois-Hellain met de belangrijkste infrastructuur en aangrenzende gemeenten.

## Demografie
Onderstaande figuur toont het verloop van het inwonertal (bron: INSEE-tellingen).